# 남현우 (하키 선수)
남현우(1987년 7월 15일 ~ )는 대한민국의 필드하키 선수이며 포지션은 최전방 공격수이다. 성남시청 소속이다.

## 학력
- 용산고등학교 졸업
- 순천향대학교 졸업

## 경력
- 2010년 아시안 게임 남자 하키 국가대표
- 2012년 하계 올림픽 남자 하키 국가대표
- 2014년 아시안 게임 남자 하키 국가대표

## 수상
- 2008년 아시아 남자하키 주니어선수권대회 은메달
- 2008년 아시아 남자하키 주니어선수권대회 최다득점상, MVP
- 2010년 전국체육대회 하키 남자일반부 우승
- 2014년 아시안 게임 남자 하키 동메달